# 2003
Rok 2003 (MMIII) gregoriánského kalendáře začal ve středu 1. ledna a skončil ve středu 31. prosince.

## Události

### Česko
- 1. ledna
  - Obce s rozšířenou působností zahájily svoji činnost.
  - státní organizace České dráhy byla rozdělena na stejnojmennou akciovou společnost a státní organizaci Správa železniční dopravní cesty
- 28. února – Václav Klaus zvolen prezidentem.
- březen – stanice metra Invalidovna uvedena do provozu (mimo provoz byla od povodní 2002)
- 8. března – Při dopravní nehodě autobusu u osady Nažidla zahynulo 20 lidí.
- Od pátku 13. června do soboty 14. června proběhlo celostátní referendum o vstupu České republiky do Evropské unie. Pro vstup do EU se vyslovilo 77,3 % hlasujících. Volební účast byla 55,2%.
- 20. června – Jimmy Wales založil Nadaci Wikimedia sloužící podpoře a spravování Wikipedie a dalších sesterských projektů.[1]
- 25. srpna–29. září – mistrovství světa v raftingu v Loučovicích, Lipno nad Vltavou, poprvé na evropském kontinentu
- 8. listopad – Miroslav Kalousek porazil Cyrila Svobodu ve volbách předsedy KDU-ČSL
- 18. listopad – Byl veřejně oznámen objev prvního potvrzeného nálezu dinosaura (učiněný na jaře stejného roku)
- 6. prosinec – Za vichřice padl unikátní památný strom Vopařilova jedle, nejvyšší jedle bělokorá České republiky
- 24. prosinec – Pavel Posád se stal 19. litoměřickým biskupem
- prosinec – vzniklo Evropské liberální fórum

### Svět

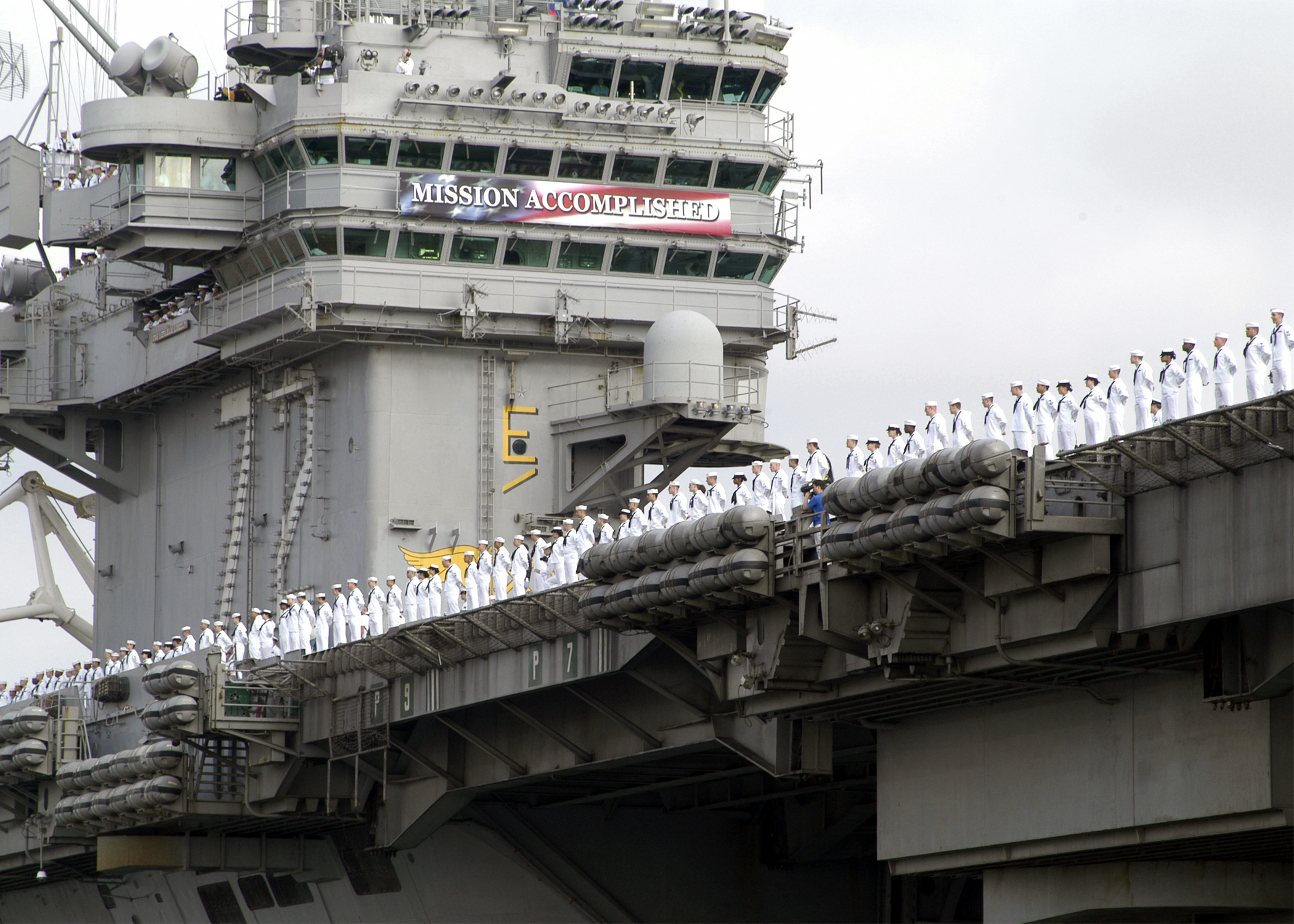
George W. Bush oznamuje „konec hlavních bojů“ v Iráku

- 5. ledna – Na centrálním autobusovém nádraží v izraelském Tel Avivu zahynulo při sebevražedném bombovém útoku 23 civilistů a dalších 100 bylo zraněno. K útoku se přihlásila palestinská teroristická organizace Brigády mučedníků Al-Aksá.
- 10. ledna – KLDR ohlašuje vystoupení z Mezinárodní dohody o nešíření jaderných zbraní.
- 1. února
  - Při havárii raketoplánu Columbia zahynulo všech 7 astronautů na palubě.
  - Vstoupila v platnost Smlouva z Nice, která připravila Evropskou unii na rozšíření o dalších 10 zemí v roce 2004.
- 4. února – Zanikla Svazová republika Jugoslávie a vzniklo soustátí Srbsko a Černá Hora.
- 14. února – Uhynula ovce Dolly, první úspěšně naklonovaný savec.
- 18. února – Při požáru v teguském metru v Jižní Koreji zemřelo 192 lidí, dalších 150 bylo zraněno.
- 26. února – Vypuknutí konfliktu v Dárfúru na území Súdánu.
- 27. února – Biljana Plavšićová, bývalá prezidentka Republiky srbské, byla odsouzena Mezinárodním trestním tribunálem pro bývalou Jugoslávii k 11 letům vězení za zločiny proti lidskosti za roli v bosenské válce.
- 1. března – V pákistánském městě Rawalpindi byl zatčen Chálid Šajch Muhammad, vysoce postavený člen Al-Ká'idy a organizátor teroristických útoků z 11. září 2001.
- 12. března – V Bělehradu byl zavražděn srbský premiér Zoran Đinđić.
- 15. března – Novým čínským prezidentem byl zvolen Chu Ťin-tchao.
- 20. března – Koaliční armády pod vedením USA zahájily válku proti Iráku.
- 10. dubna – Společnosti Air France a British Airways oznámily, že během roku bez náhrady ukončí provoz na linkách concordů.
- 1. května – USA a jejich spojenci v Iráku ustanovili tzv. Prozatímní koaliční správu.
- 27. června – Založen projekt wikiquote.
- 1. července – Martin Eberhard a Marc Tarpenning zakládají společnost Tesla .
- 10. července – Založen projekt wikibooks.
- 18. července – byl zveřejněn návrh ústavy EU.
- 1. srpen – Založení komunitního serveru Myspace.
- 14. srpna – V Spojených států amerických došlo k největšímu blackoutu v historii.
- 10. září – V centru Stockholmu byla pobodána švédská ministryně zahraničí Anna Lindhová. Na následky zranění zemřela o den později v nemocnici.
- 11. září – V platnost vešel Cartagenský protokol o biologické bezpečnosti.
- 14. září – Prezident Guineje-Bissau Kumba Ialá svržen, zadržen a umístěn do domácího vězení.
- 5. října – V čečenských prezidentských volbách zvítězil Achmat Kadyrov.
- 24. listopadu – V barcelonské zoo uhynul samec gorily nížinné Sněhová vločka, jediná albínská gorila na světě.
- 6. prosince byla pojmenována Wikisource
- 13. prosince – V rámci operace Rudý úsvit byl zajat sesazený irácký prezident Saddám Husajn.
- 22. prosince – Pavel Nedvěd získává jako druhý Čech v historii Zlatý míč pro nejlepšího fotbalistu Evropy
- prosinec – v Afghánistánu byla vydána ústava
- Japonský premiér Džuničiró Koizumi rozpustil horní sněmovnu
- Zimbabwe vystoupilo z Commonwealthu
- Néstor Kirchner se stal prezidentem Argentiny
- v Číně se začala napouštět přehrada Tři soutěsky
- Čečna schválila v referendu Ústavu 23. března, začala platit 2. dubna
- Během Růžové revoluce odstoupil gruzínský prezident Eduard Ševardnadze.
- v Indii byla nalezena žába Nasikabatrachus sahyadrensis

## Vědy a umění

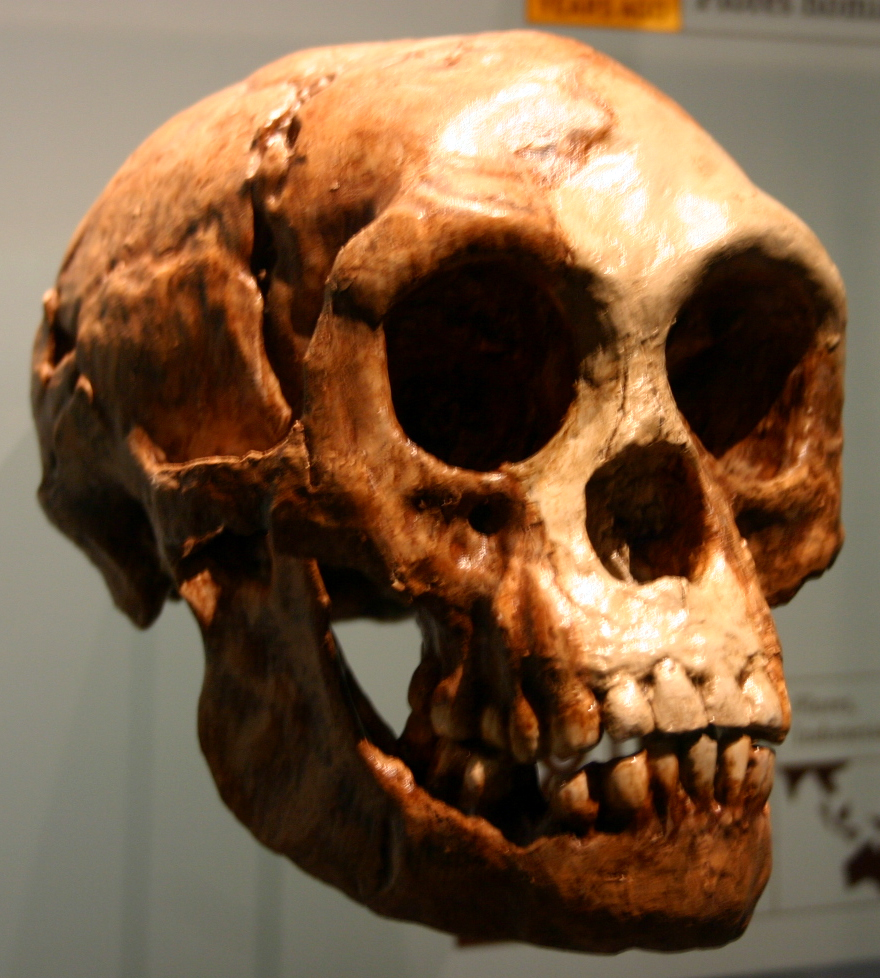
Lebka hominima Homo floresiensis

- 23. ledna – Z americké planetární sondy Pioneer 10 byl naposledy zachycen slabý signál ve vzdálenosti 12 miliard kilometrů od Země.
- 1. února – Havárie amerického raketoplánu Columbie.
- březen – lékař a amatérský sběratel fosílií Michal Moučka nalezl kost dinosaura čeledi Iguanodontidae. Byl to první nezpochybněný nález dinosaura na českém území
- 7. března – Oficiální datum objevu plutoidu Haumea. Tento den pořídil španělský astronom José-Luis Ortiz Moreno se svým týmem snímek, na němž v červenci roku 2005 těleso nalezl. Jeho zásluhy o objev však byly zpochybněny.
- 24. května – 48. ročník soutěže Eurovision Song Contest vyhrála turecká zpěvačka Sertab Erener.
- 25. srpna – Z Mys Canaveral byl vypuštěn Spitzerův vesmírný dalekohled.
- 21. září – Při vstupu do atmosféry Jupiteru shořela sonda Galileo.
- 2. června – Start evropská kosmická sonda Mars Express.
- 27. září – Vypuštění evropské sondy Smart-1 určené k průzkumu Měsíce.
- 15. října – Čína vyslala do vesmíru svého prvního kosmonauta – Jang Li-wej kroužil v lodi Šen-čou 5 kolem Země 21,5 hodin.
- 24. října – Apple vydal novou verzi Mac OS X 10.3 (Panther)
- 14. listopadu – Astronomové z americké observatoře Palomar objevili trpasličí planetku Sedna.
- září – na ostrově Flores nalezeny pozůstatky hominida označovaného jako Homo floresiensis.
- Google zavedlo službu Answers a Froogle
- vzniklo sdružení Disinfopedia
- otevřen největší oceánografický park v Evropě Provincie Valencia
- vznikl programovací jazyk Whitespace

## Nobelova cena
- Nobelova cena za fyziku – Alexej Alexejevič Abrikosov, Vitalij Lazarevič Ginzburg, Sir Anthony James Leggett
- Nobelova cena za chemii – Peter Agre, Roderick MacKinnon
- Nobelova cena za fyziologii a lékařství – Paul Lauterbur, Sir Peter Mansfield
- Nobelova cena za literaturu – John Maxwell Coetzee
- Nobelova cena za mír – Širín Ebadiová
- Nobelova pamětní cena za ekonomii – Robert F. Engle, Clive W. J. Granger

## Narození

### Česko
- 17. ledna – Stanislav Svozil, lední hokejista
- 10. dubna – Denis Alijagić, fotbalista bosenského původu
- 30. dubna – Tomáš Suchánek, hokejista
- 16. května – Michaela Mervartová, zpěvačka
- 30. května – Petr Hák, biatlonista
- 04. června – Eva Kubíčková, atletka, sprinterka
- 05. června – Anna Čtvrtníčková, herečka, dcera herce Petra Čtvrtníčka
- 17. června – Lukáš Endl, fotbalista
- 02. července
  - Julie Doležilová, ragbistka
  - Adam Karabec, fotbalista
- 25. července – Jan Čmejla, klavírista
- 12. srpna – Ivo Sedláček, lední hokejista
- 11. září – Jakub Brabenec, lední hokejista
- 07. října – Diana Cholenská, akrobatická lyžařka
- 27. října – Kristýna Zemanová, cyklokrosařka
- 26. listopadu – Karolína Maňasová, atletka, sprinterka
- 28. listopadu – David Jiříček, lední hokejista

### Svět

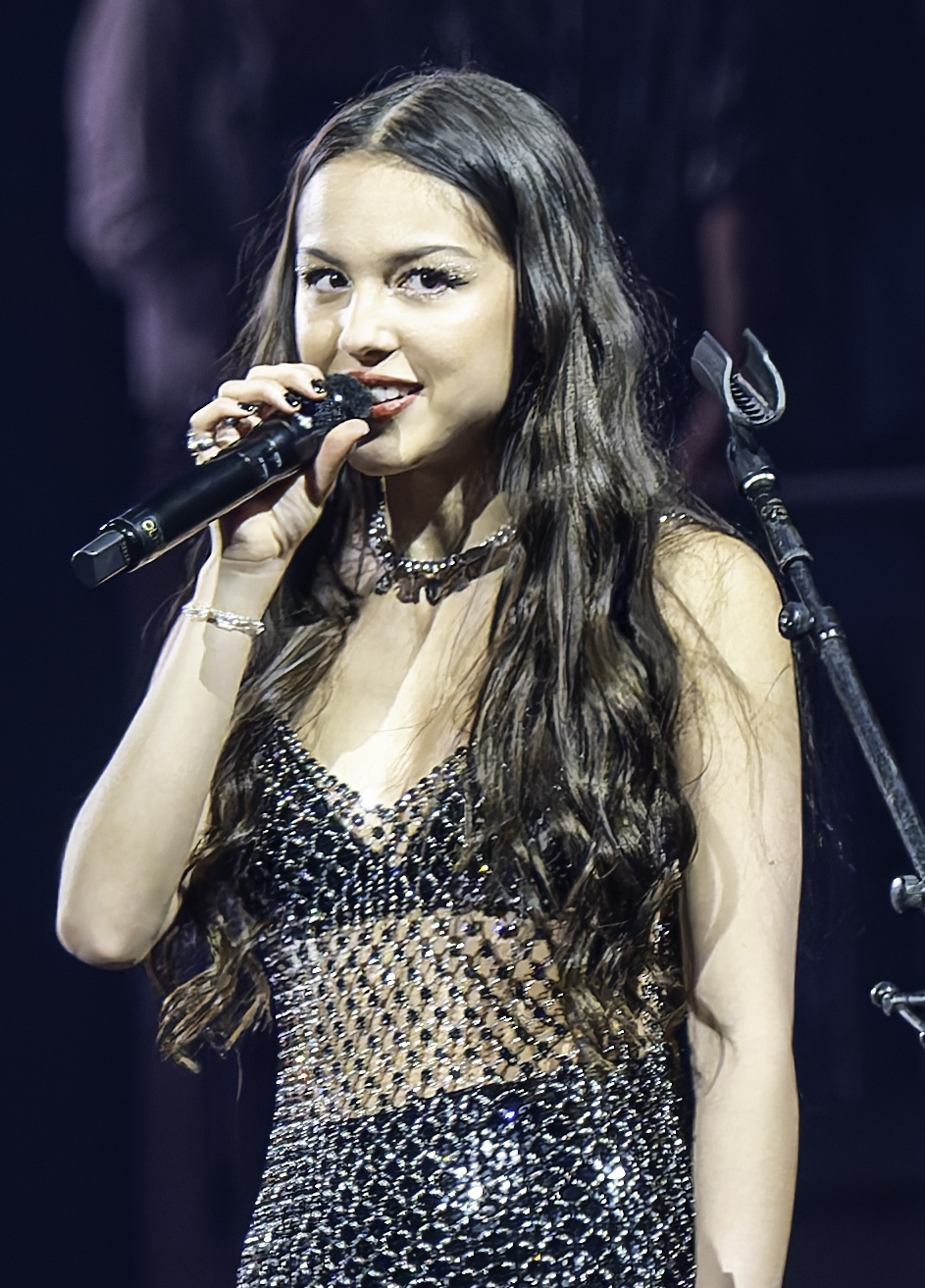
Olivia Rodrigová (* 20. února)

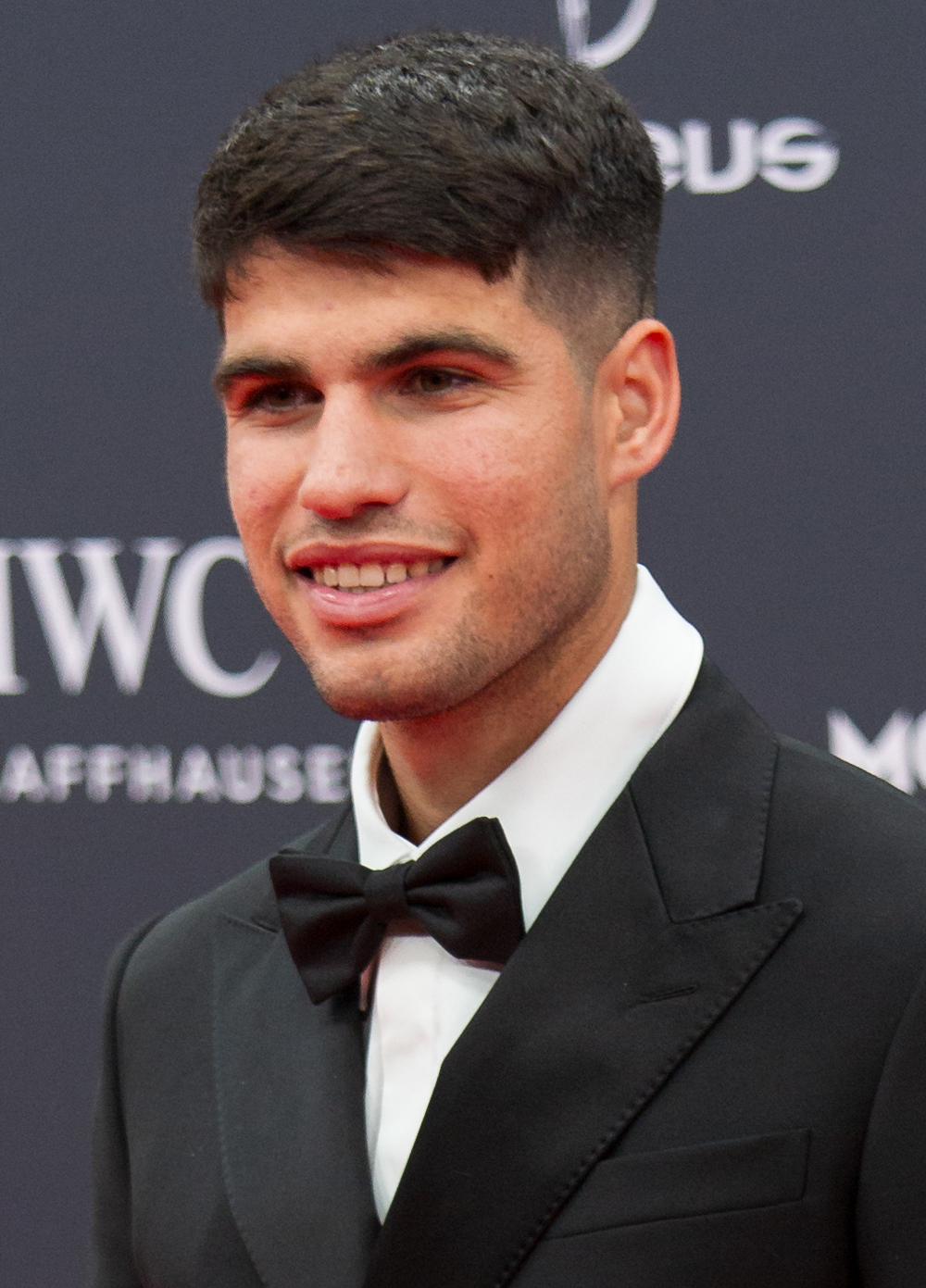
Carlos Alcaraz (* 5. května)

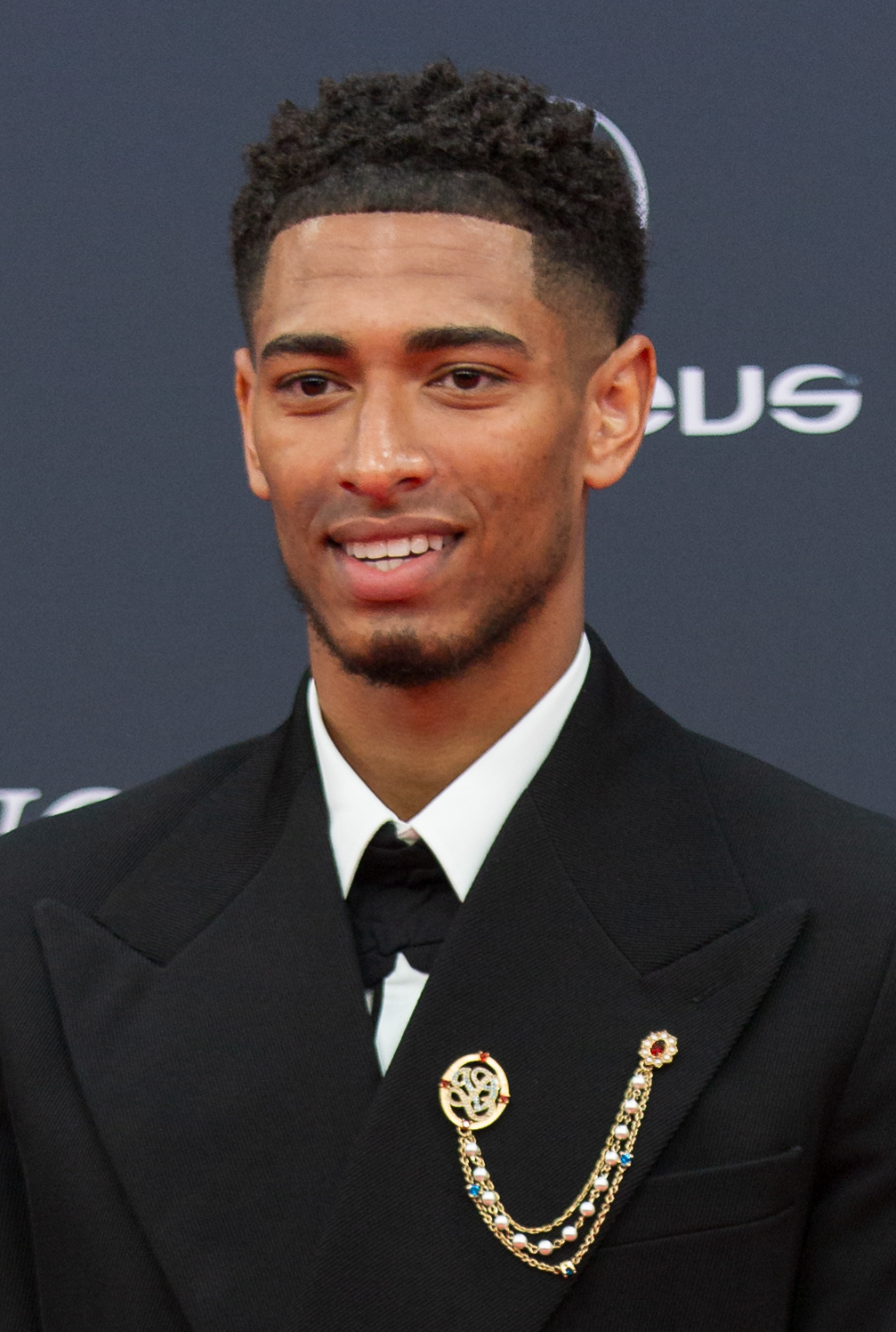
Jude Bellingham (* 29. června)

- 03. ledna – Greta Thunbergová, švédská ekologická aktivistka
- 06. ledna – MattyB, americký dětský rapper, skladatel a herec
- 10. ledna – Cesare Casadei, italský fotbalový záložník
- 13. ledna – Oxana Selechmetěvová, ruská profesionální tenistka
- 20. ledna – Jack Doohan, australský závodní jezdec
- 04. února – Rasmus Højlund, dánský fotbalový útočník
- 13. února – Raúl Asencio, španělský fotbalový obránce
- 20. února – Olivia Rodrigová, americká herečka a zpěvačka
- 22. února – Isra Hirsiová, americká environmentální aktivistka
- 26. února
  - Jamal Musiala, německý fotbalista
  - Levi Colwill, britský fotbalový obránce
- 09. března – Sunisa Leeová, americká sportovní gymnastka
- 13. března – Keegan Palmer, australský skateboardista
- 20. března – Elliott Hanna, britský herec, tanečník a zpěvák
- 04. dubna – Harvey Elliott, britský fotbalista
- 23. dubna – Laetitia Marie Belgická, belgická princezna
- 29. dubna
  - Maud Angelica Behn, nejstarší dcera princezny Marty Louisy Norské
  - Holger Rune, dánský profesionální tenista
- 01. května – Lizzy Greene, americká herečka
- 03. května – Florian Wirtz, německý fotbalista
- 05. května – Carlos Alcaraz, španělský profesionální tenista
- 08. května – Mulaj Hassan, marocký korunní princ
- 16. května – Loïs Boissonová, francouzská tenistka
- 19. května – JoJo Siwa, americká zpěvačka, herečka a tanečnice
- 03. června – Louis Partridge, britský herec a model
- 07. června – Letsile Tebogo, botswanský běžec na 100 až 400 metrů
- 11. června – Kayky, brazilský fotbalista
- 18. června – Alireza Firouzja, francouzský šachista
- 19. června – Louis Bielle-Biarrey, francouzský ragbista
- 29. června – Jude Bellingham, anglický fotbalista
- 01. července – Tate McRae, kanadská zpěvačka, skladatelka a tanečnice
- 11. července – Lenny Martinez, francouzský silniční cyklista
- 12. července – Oscar Bobb, norský fotbalový útočník
- 10. srpna – Ilja Kovtun, ukrajinský sportovní gymnasta
- 17. srpna – The Kid Laroi, australský rapper
- 20. srpna – Gabriel Belgický, belgický princ
- 24. srpna – Alexandre Grimaldi-Coste, syn monackého knížete Alberta II.
- 25. srpna – Rebeka Jančová, slovenská sjezdařka
- 03. září
  - Eileen Guová, čínská akrobatická lyžařka
  - Jack Dylan Grazer, americký herec
- 24. září – Joe Locke, manský herec
- 05. října – Eden Golan, izraelská zpěvačka
- 18. října – Alejandro Balde, španělský fotbalový obránce
- 08. listopadu – Louise Windsor, dcera prince Edwarda, hraběte z Wessexu
- 18. listopadu – Marija Timofejevová, ruská tenistka
- 27. listopadu – Isaac del Toro, mexický silniční cyklista
- 07. prosince – Catharina-Amalia Nizozemská, nizozemská korunní princezna
- 28. prosince – Vittoria Savojská, italská princezna

## Úmrtí

### Česko

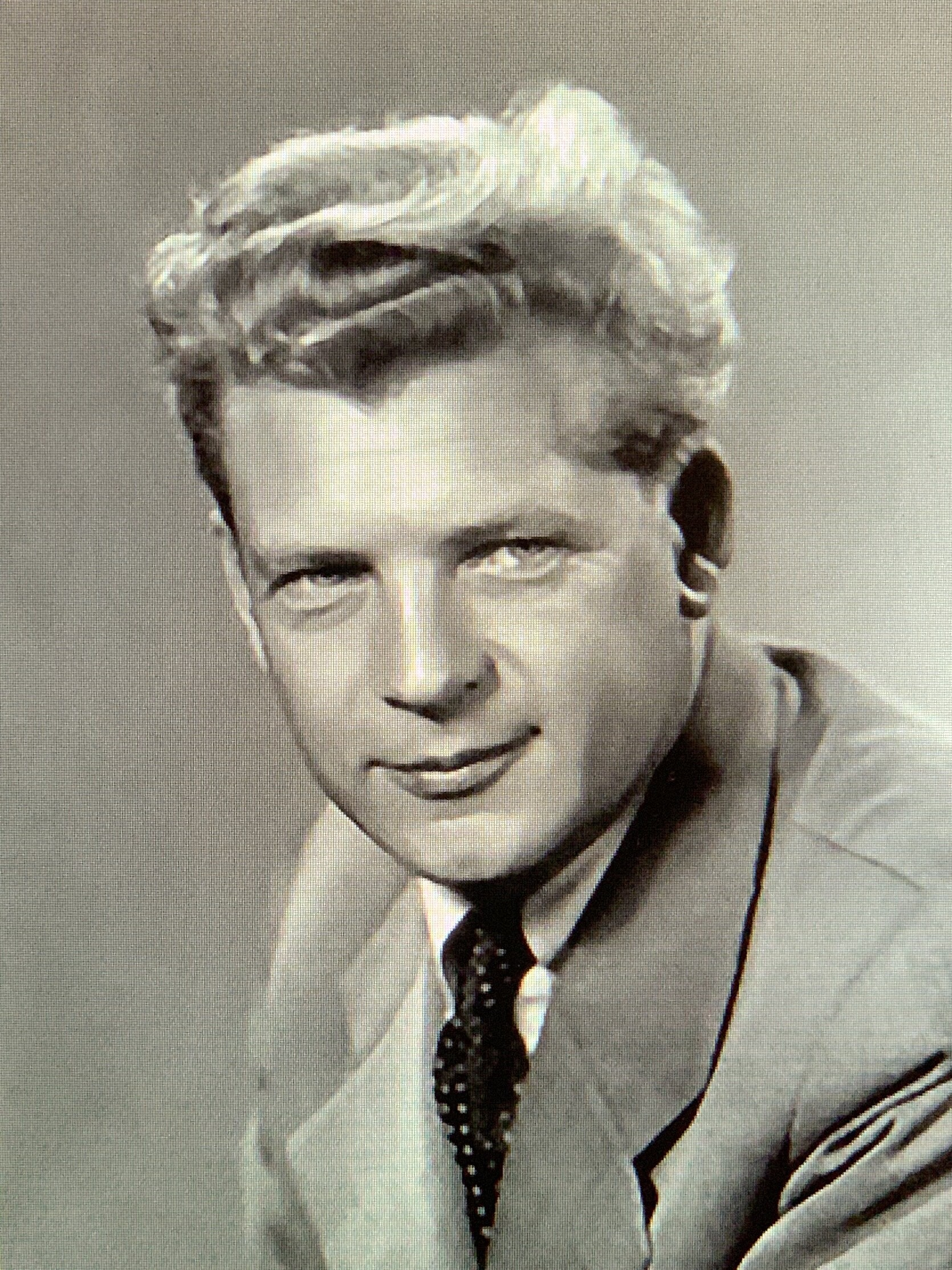
Jiří Hanzelka († 15. února)

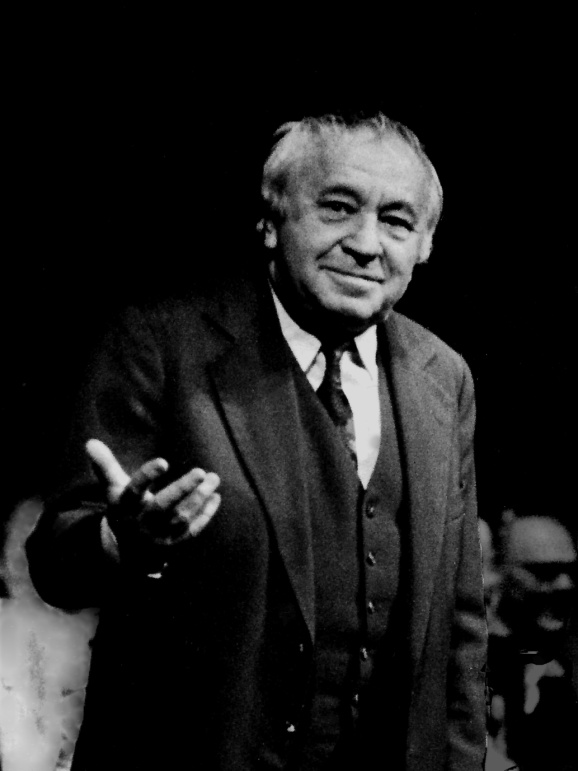
Miroslav Horníček († 15. února)

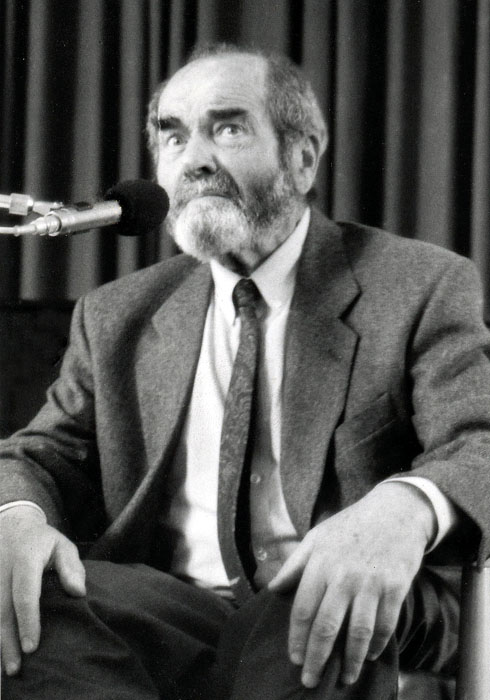
Pavel Tigrid († 31. srpna)

- 06. ledna – Vítězslav Jungbauer, sochař (* 6. listopadu 1919)
- 15. ledna
  - Milan Machovec, filosof (* 23. srpna 1925)
  - Přemysl Kočí, operní pěvec, režizér a politik (* 1. června 1917)
- 16. ledna – Maria Tauberová, operní pěvkyně (* 28. dubna 1911)
- 18. ledna – Miroslav Parák, malíř (* 4. dubna 1940)
- 26. ledna – Alexandr Stich, jazykovědec a literární historik, bohemista (* 10. března 1934)
- 28. ledna – Jaromír Obzina, československý ministr vnitra (* 22. května 1929)
- 06. února – Jan Beran, fotograf a amatérský filmař (* 4. srpna 1913)
- 07. února – Arnošt Štáfl, malíř (* 3. prosince 1909)
- 08. února – Miroslav Heryán, českobratrský teolog, esperantista a básník (* 13. července 1923)
- 10. února – Jan Veselý, cyklista (* 17. června 1923)
- 12. února – Miloslav Krbec, jazykovědec (* 3. července 1924)
- 15. února
  - Miroslav Horníček, herec (* 10. listopadu 1918)
  - Jiří Hanzelka, cestovatel (* 24. prosince 1920)
  - Vlastimil Koubek, architekt (* 17. března 1927)
- 21. února – Karel Kosík, filosof, historik a sociolog (* 26. června 1926)
- 24. února – Petr Voženílek, herpetolog a terarista (* 3. května 1943)
- 25. února – Oto Ševčík, herec a režisér (* 23. října 1931)
- 03. března – Václav Bahník, překladatel (* 13. dubna 1918)
- 06. března – Luděk Pachman, mezinárodní šachový velmistr (* 11. května 1924)
- 15. března – Jaroslav Boček, redaktor, spisovatel a scenárista (* 25. května 1932)
- 17. března – Leopold Láznička, sprinter (* 7. srpna 1920)
- 25. března – František Khynl, česko-americký zlatník a klenotník (* 25. června 1907)
- 07. dubna – Ferdinand Seibt, německý historik českého původu (* 9. května 1927)
- 12. dubna – Zdeněk Jirotka, spisovatel (* 7. ledna 1911)
- 19. dubna
  - Vladislav Mirvald, výtvarník, pedagog a fotograf (* 3. srpna 1921)
  - Václav Erben, spisovatel (* 2. listopadu 1930)
- 20. dubna – Miloš Vavruška, herec (* 25. srpna 1924)
- 23. dubna – Emil Hadač, geobotanik (* 10. května 1914)
- 02. května – Augustin Navrátil, moravský katolický aktivista, rolník a disident (* 22. prosince 1928)
- 03. května – Petr Lom, lékař, politik a diplomat (* 15. července 1935)
- 12. května
  - Richard Kybic, rockový kytarista, zpěvák a skladatel (* 1. prosince 1949)
  - Radko Pavlovec, konstruktér, vynálezce, účastník 2. a 3.odboje (* 29. července 1931)
- 20. května – Ivo Žídek, operní pěvec (* 4. června 1926)
- 30. května – Ignác Rendek, ministr vlád Československa (* 11. ledna 1920)
- 02. června – Július Kowalski, hudební skladatel a pedagog (* 24. února 1912)
- 05. června – Lubomír Voleník, první prezident Nejvyššího kontrolního úřadu (* 1. března 1950)
- 09. června – Vladimír Tesařík, kytarista zpěvák a klávesista (* 7. května 1947)
- 13. června – Michal Hrdý, karikaturista (* 5. července 1959)
- 21. června – Jaroslav Fišer, malíř (* 10. října 1919)
- 23. června – Bronislava Müllerová, překladatelka (* 16. ledna 1959)
- 25. června – Milan Švankmajer, historik (* 27. října 1928)
- 26. června
  - Slavoj Kovařík, malíř, grafik, scénograf a básník (* 22. září 1923)
  - Jan Kudrna, ragbista a trenér (* 10. února 1923)
  - Miloš Švácha, novinář a spisovatel (* 6. května 1921)
- 03. července – Vladislav Kavan, malíř (* 30. června 1924)
- 05. července – Karel Hausenblas, jazykovědec (* 16. listopadu 1923)
- 14. července – Jiří Dolana, hokejový reprezentant (* 16. března 1937)
- 18. července – Zdeněk Kluzák, pedagog, mykolog a spisovatel (* 24. července 1926)
- 25. července – Jiří Horák, předseda obnovené ČSSD v Československu (* 23. dubna 1924)
- 27. července – Alois Grebeníček, komunistický vyšetřovatel (* 5. ledna 1922)
- 31. července – Klára Jerneková, česká herečka (* 14. ledna 1945)
- 09. srpna – Alois Vocásek, účastník bitvy u Zborova (* 13. dubna 1896)
- 18. srpna – Břetislav Novák, matematik (* 2. března 1938)
- 19. srpna – Josef Petr Ondok, katolický kněz, spisovatel a vědec (* 2. září 1926)
- 20. srpna – Luděk Brož, evangelický teolog, děkan Komenského evangelické bohoslovecké fakulty v Praze (* 2. května 1922)
- 22. srpna
  - Jindřich Polák, scenárista a režisér (* 5. května 1925)
  - Gabriela Dubská, knižní grafička, ilustrátorka a malířka (* 8. března 1915)
  - Drahoslav Lím, chemik (* 30. září 1925)
- 23. srpna – Josef Červinka, rozhlasový režisér, herec a překladatel (* 16. června 1915)
- 25. srpna – Zdeněk Kessler, předseda Ústavního soudu ČR (* 29. prosince 1926)
- 29. srpna
  - Stanislav Procházka, českýzpěvák, kytarista a hudební skladatel (* 8. října 1954)
  - Vladimír Vašíček, malíř (* 29. září 1919)
- 31. srpna – Pavel Tigrid, spisovatel, publicista, ministr kultury České republiky (* 27. října 1917)
- 29. srpna – Vladimír Vašíček, malíř (* 29. září 1919)
- 01. září – Jan Havránek, historik (* 7. června 1928)
- 05. září – Jiří Rathouský, tvůrce písma, typograf a pedagog (* 20. dubna 1924)
- 09. září – Alois Šiška, československý válečný pilot (* 15. května 1914)
- 12. září – Ludvík Černý, primátor hlavního města Prahy (* 16. srpna 1920)
- 13. září – Pavel Nešleha, malíř, kreslíř, grafik a fotograf (* 19. února 1937)
- 15. září – Josef Hiršal, básník a překladatel (* 24. července 1920)
- 21. září – Stanislav Litera, herec (* 11. června 1931)
- 29. září – Lubor Tokoš, herec (* 7. února 1923)
- 07. října – Jan Chloupek, bohemista (* 25. července 1928)
- 14. října – Miloš Sádlo, violoncellista (* 13. dubna 1912)
- 15. října – Antonín Liška, jedenáctý českobudějovický biskup (* 17. září 1924)
- 21. října – Tomáš Pospíchal, fotbalový reprezentant (* 26. června 1936)
- 29. října – Jaroslav Mareš, herec (* 24. dubna 1921)
- 31. října – Karel Paulus, volejbalový hráč a trenér (* 3. ledna 1933)
- 01. listopadu – Bohuslav Mikeš, malíř (* 17. ledna 1934)
- 04. listopadu – Pravoslav Kneidl, knihovník, bibliograf a literární historik (* 12. ledna 1927)
- 8. listopadu – Miroslav Šafařík, fotbalový trenér a ragbista (* 25. srpna 1949)
- 15. listopadu – Jiří Vala, herec (* 27. listopadu 1926)
- 17. listopadu – Jiří Brabec, klavírista, skladatel (* 2. července 1940)
- 21. listopadu
  - Emil Pažický, fotbalový reprezentant (* 14. října 1927)
  - Bohumil Šimon, ekonom a politik (* 2. října 1920)
- 25. listopadu – Bohumír Dejmek, bohemista a slavista († 19. prosince 1928)
- 30. listopadu – Václav Krása, basketbalista (* 30. listopadu 1923)
- 20. prosince – Josef Malejovský, sochař a politik (* 19. dubna 1914)
- 23. prosince – Jaromír Ptáček, dramatik, dramaturg, grafik a herec (* 17. prosince 1925)

### Svět
- 1. ledna

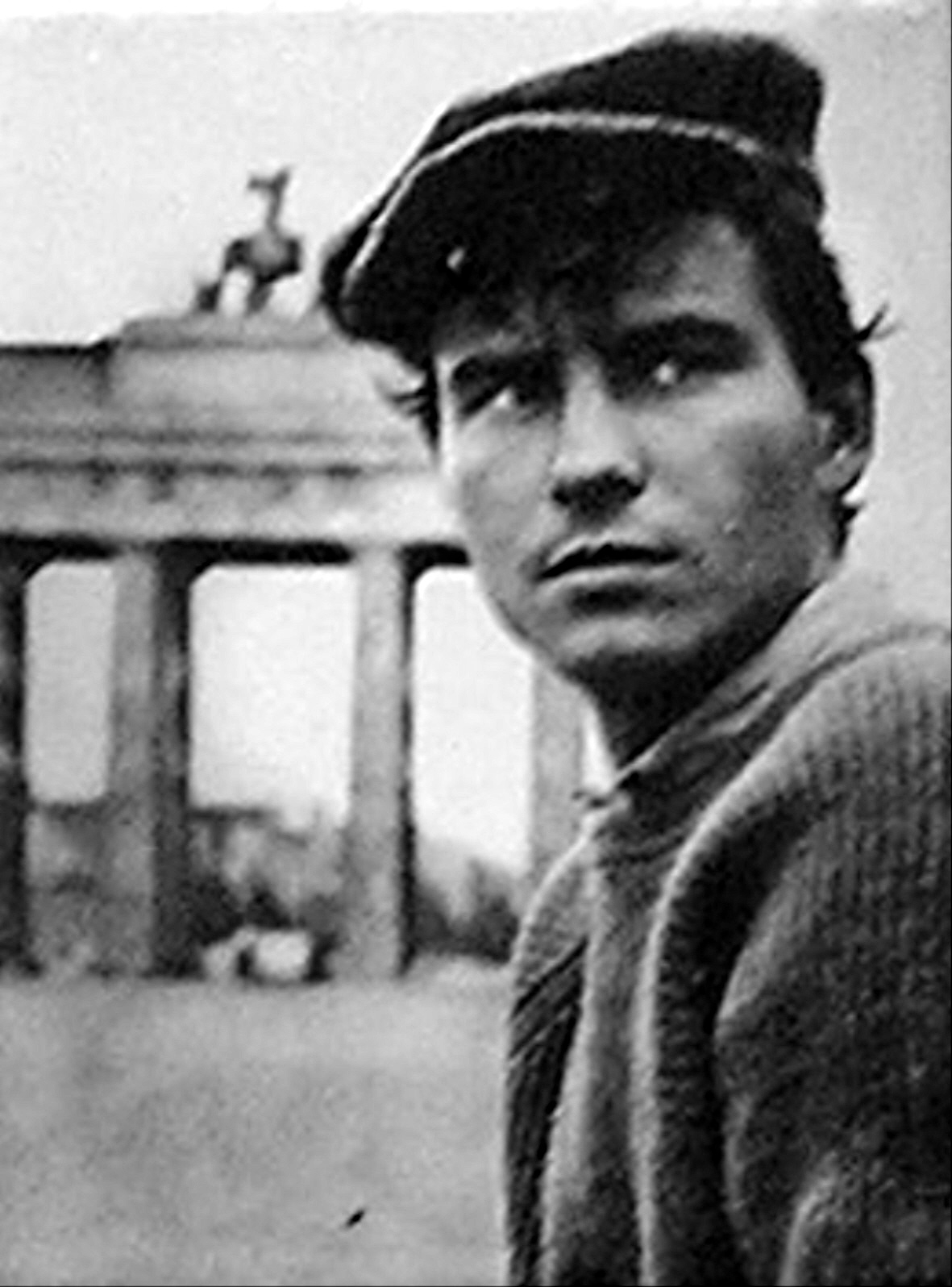
Horst Buchholz († 3. března)

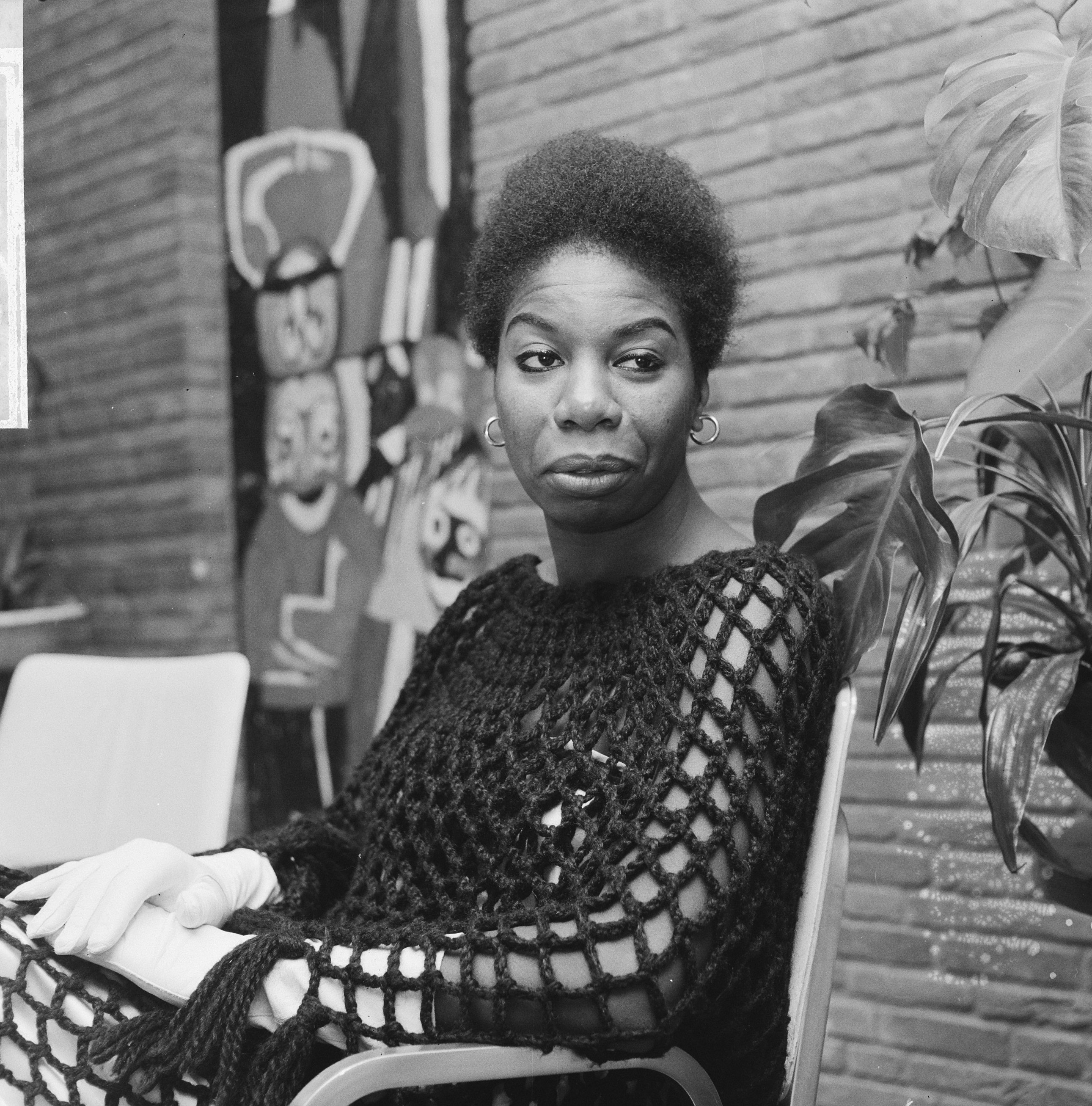
Nina Simone († 21. dubna)

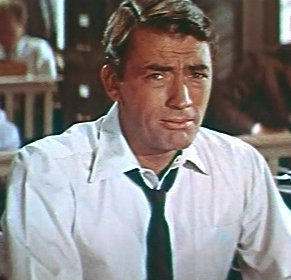
Gregory Peck († 12. června)

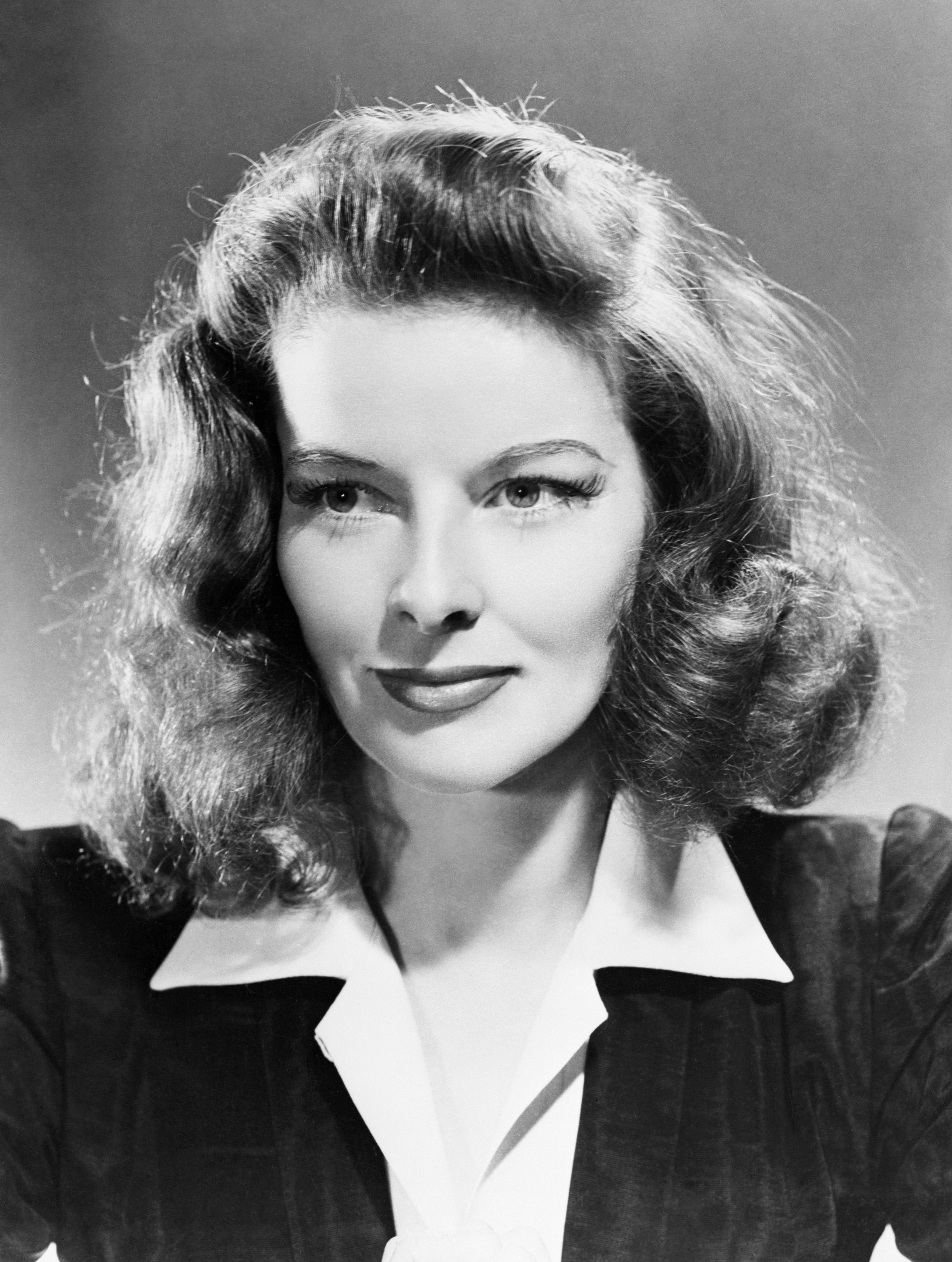
Katharine Hepburnová († 29. června)

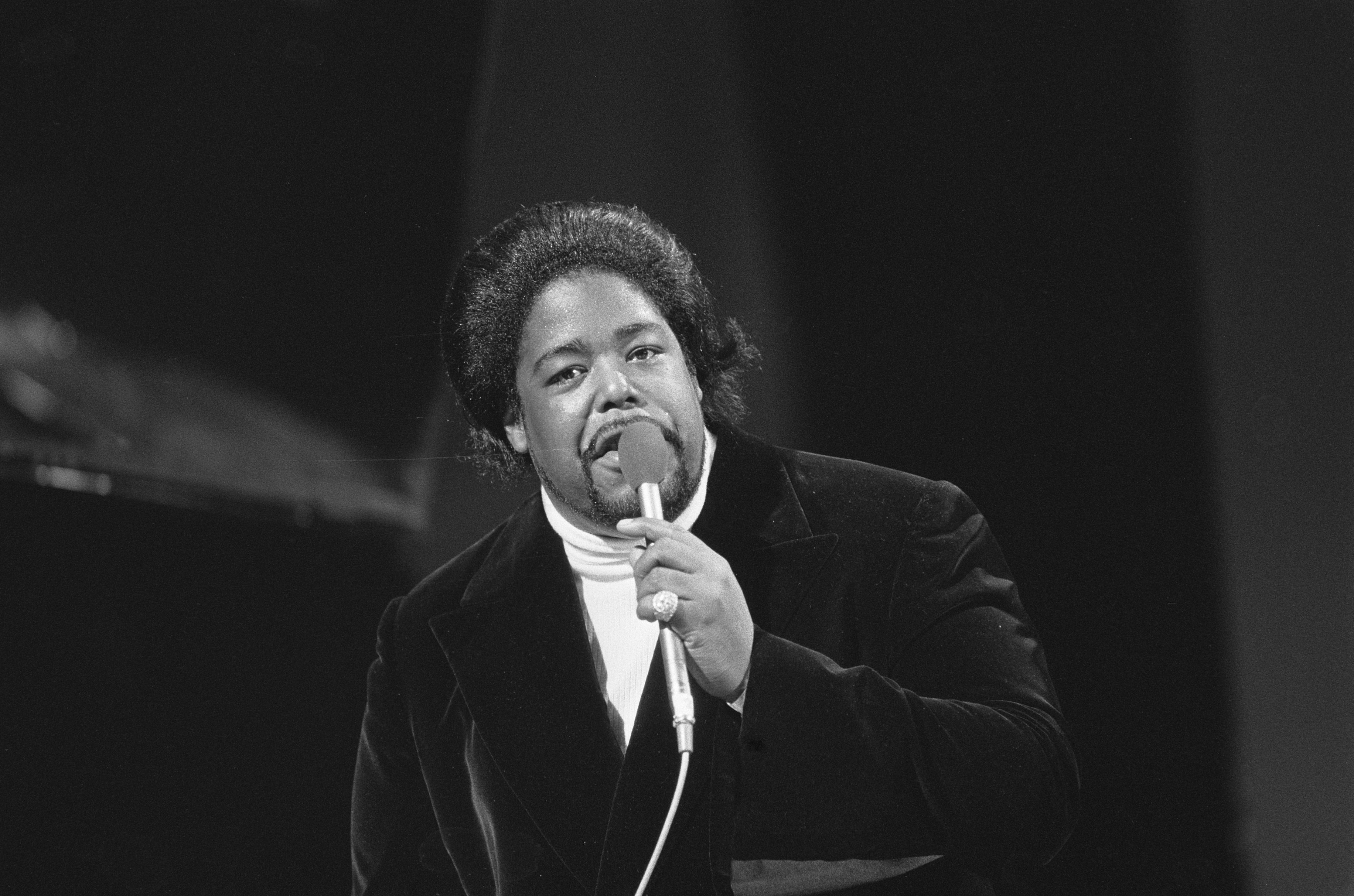
Barry White († 4. července)

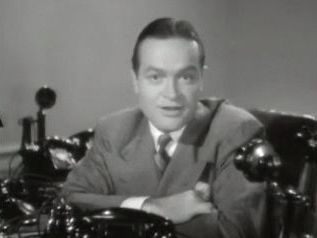
Bob Hope († 27. července)

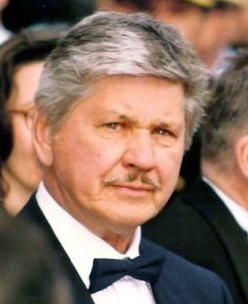
Charles Bronson († 30. srpna)

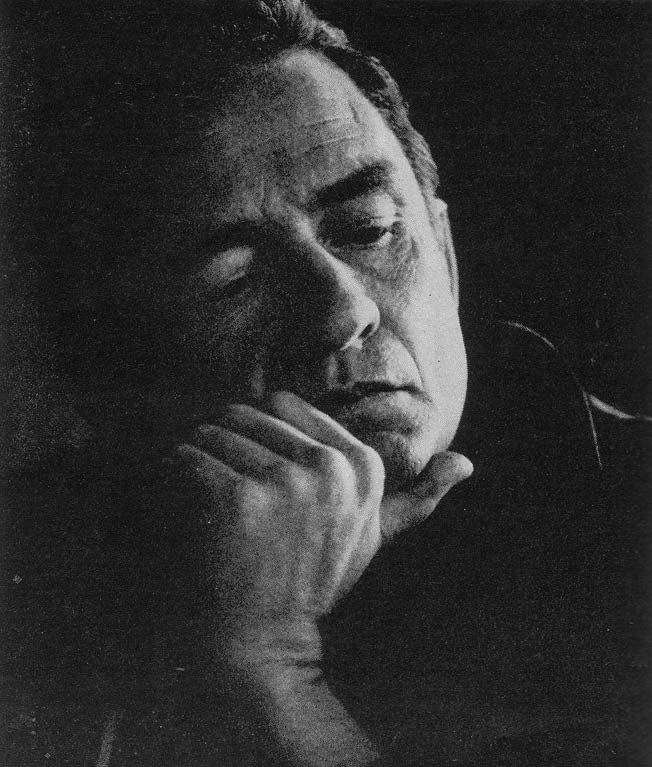
Johnny Cash († 12. září)

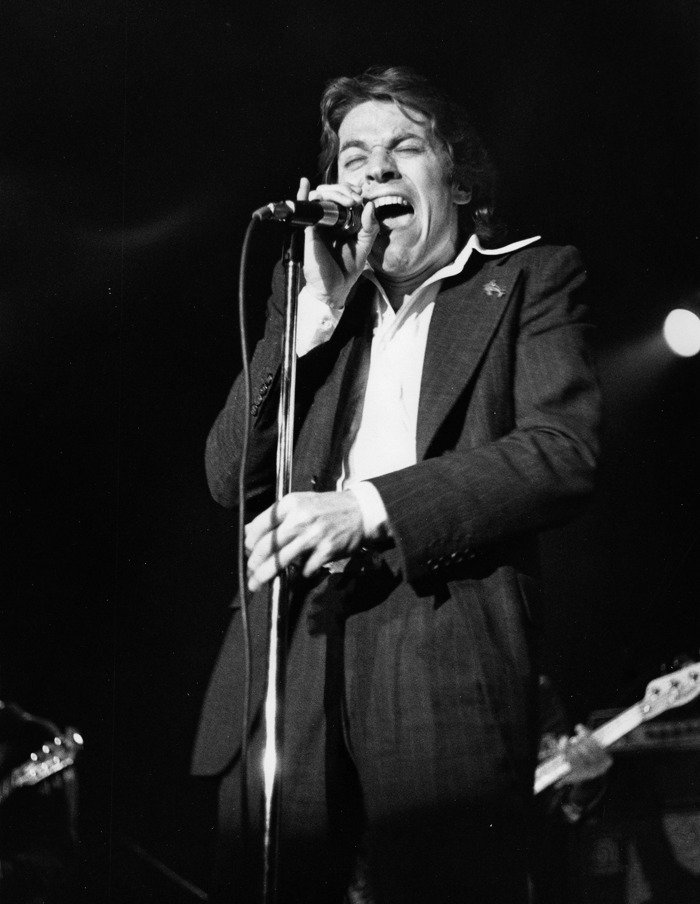
Robert Palmer († 26. září)

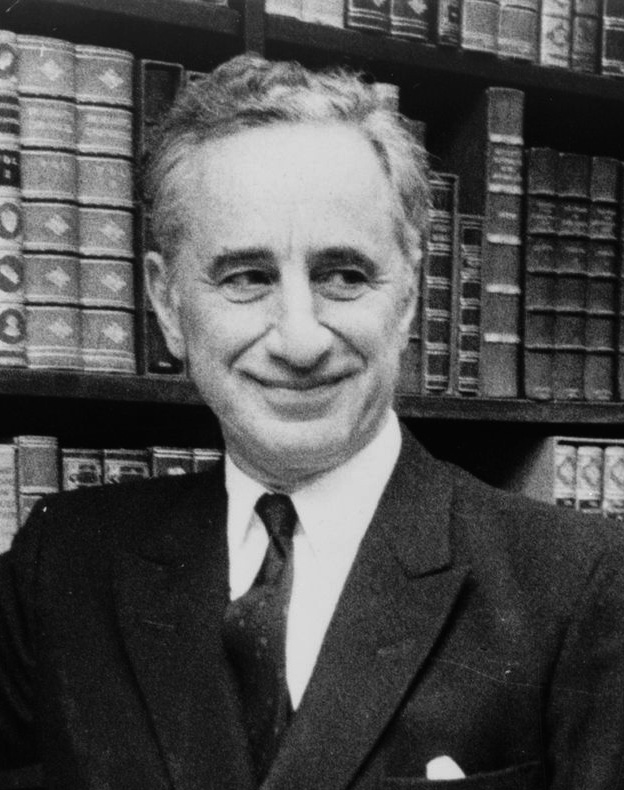
Elia Kazan († 28. září)

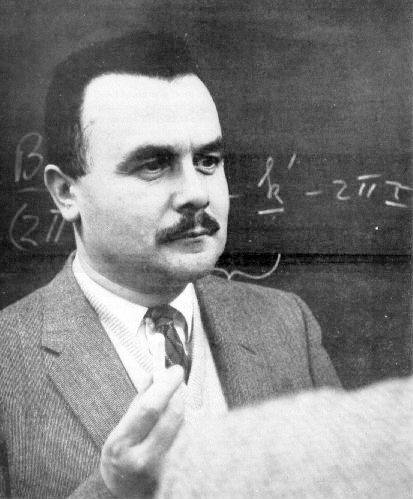
Bertram Brockhouse († 13. října)

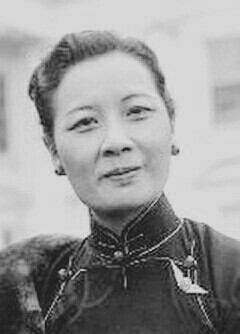
Sung Mej-ling († 23. října)

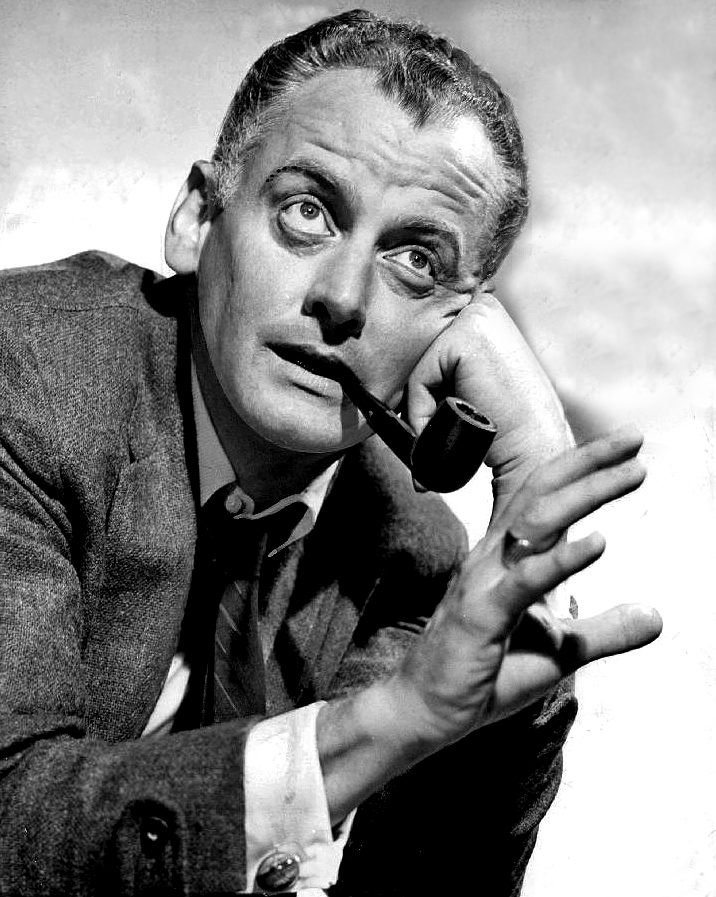
Art Carney († 9. listopadu)

  - Elena Lacková, slovenská spisovatelka (* 22. března 1921)
  - Joe Foss, americký letec, guvernér Jižní Dakoty (* 17. dubna 1915)
- 10. ledna – Edward Gorol, polský sochař (* 23. července 1930)
- 12. ledna
  - Maurice Gibb, britský zpěvák, baskytarista a klávesista skupiny Bee Gees (* 22. prosince 1949)
  - Koloman Sokol, slovenský malíř, grafik a ilustrátor (* 12. prosince 1902)
- 26. ledna – Valerij Brumel, sovětský výškař, olympijský vítěz (* 14. dubna 1942)
- 27. ledna – Henryk Jabłoński, prezident Polska (* 27. prosince 1909)
- 29. ledna – Harold Kelley, americký psycholog (* 16. února 1921)
- 31. ledna – Werenfried van Straaten, zakladatel charitativní organizace Církev v nouzi (* 17. ledna 1913)
- 01. února
  - Ilan Ramon, bojový pilot Izraelského vojenského letectva, kosmonaut (* 20. června 1954)
  - David Brown, americký vojenský lékař a astronaut (* 16. dubna 1956)
  - Richard Douglas Husband, americký vojenský pilot a astronaut (* 12. července 1957)
  - Michael Anderson, americký fyzik, astronom, vojenský letec a astronaut (* 25. prosince 1959)
- 07. února – Lidija Selichovová, sovětská rychlobruslařka (* 19. března 1922)
- 09. února – Herma Baumová, rakouská olympijská vítězka v hodu oštěpem (* 23. ledna 1915)
- 10. února – Edgar de Evia, americký fotograf (* 30. července 1910)
- 13. února
  - Axel Jensen, norský spisovatel (* 12. února 1932)
  - Walt Whitman Rostow, americký ekonom a politický teoretik (* 7. října 1916)
- 14. února – Grigorij Mkrtyčan, sovětský hokejový brankář (* 3. ledna 1925)
- 18. února – Iser Har'el, ředitel Mosadu (* 1912)
- 20. února – Maurice Blanchot, francouzský spisovatel (* 22. září 1907)
- 23. února
  - Christopher Hill, anglický historik (* 6. února 1912)
  - Robert K. Merton, americký sociolog (* 4. července 1910)
- 25. února – Alberto Sordi, italský herec, zpěvák, skladatel a režisér (* 15. června 1920)
- 28. února – Chris Brasher, britský olympijský vítěz v běhu na 3000 metrů překážek (* 21. srpna 1928)
- 02. března – Hank Ballard, americký zpěvák (* 18. listopadu 1927)
- 03. března – Horst Buchholz, německý herec (* 4. prosince 1933)
- 04. března – Džaba Joseliani, gruzínský politik, zločinec a spisovatel (* 10. června 1926)
- 08. března – Adam Faith, americký zpěvák, herec a novinář (* 23. června 1940)
- 09. března – Vladimír Durdík, slovenský herec (* 23. května 1949)
- 10. března – Naftali Temu, keňský atlet, běžec na dlouhé tratě, olympijský vítěz (* 20. dubna 1945)
- 12. března – Zoran Đinđić, srbský premiér, starosta Bělehradu (* 1. srpna 1952)
- 20. března – Jozef Vrablec, slovenský teolog (* 4. března 1914)
- 24. března
  - Zdzisław Krzyszkowiak, polský olympijský vítěz v běhu na 3000 metrů překážek (* 3. srpna 1929)
  - Hans Hermann Groër, rakouský kardinál a vídeňský arcibiskup (* 13. října 1919)
- 30. března – Michael Jeter, americký herec (* 26. srpna 1952)
- 01. dubna – Louise Rosskam, americká fotografka (* 27. března 1910)
- 03. dubna – Arthur Guyton, americký fyziolog (* 8. září 1919)
- 04. dubna – Izzat Ghazzawi, palestinský spisovatel (* 4. prosince 1951)
- 06. dubna – Babatunde Olatunji, nigerijský perkusionista (* 7. dubna 1927)
- 16. dubna – Janusz Bogdanowski, polský architekt a urbanista (* 16. srpna 1929)
- 17. dubna – Peter Cathcart Wason, britský kognitivní psycholog a šachista (* 22. dubna 1924)
- 18. dubna – Edgar Frank Codd, americký matematik (* 23. srpna 1923)
- 20. dubna – Teddy Edwards, americký jazzový tenorsaxofonista (* 26. dubna 1924)
- 21. dubna – Nina Simone, americká zpěvačka, skladatelka, pianistka (* 21. února 1933)
- 22. dubna
  - Michael Larrabee, americký sprinter, dvojnásobný olympijský vítěz (* 2. prosince 1933)
  - Alexandra Širokovová, ruská bohemistka (* 26. listopadu 1918)
- 24. dubna – Vernon Pugh, velšský ragbista (* 5. července 1945)
- 25. dubna – Lynn Chadwick, anglický výtvarník (* 24. listopadu 1914)
- 27. dubna
  - Dorothee Sölleová, německá protestantská teoložka (* 3. září 1929)
  - Paul Chauchard, francouzský lékař, filozof, vysokoškolský učitel a spisovatel (* 1912)
- 28. dubna – Juha Tiainen, finský olympijský vítěz v hodu kladivem (* 5. prosince 1955)
- 03. května – Jozef Feranec, 14. biskup banskobystrický (* 14. března 1910)
- 10. května – Heinz Oestergaard, německý módní návrhář (* 15. srpna 1916)
- 11. května – Noel Redding, anglický rockový kytarista (* 25. prosince 1945)
- 15. května – June Carter Cash, americká zpěvačka, textařka a herečka (* 23. června 1929)
- 23. května – Jean Yanne, francouzský herec a režisér (* 18. července 1933)
- 27. května – Luciano Berio, italský hudební skladatel (* 24. října 1925)
- 28. května – Ilja Prigogine, rusko-belgický fyzikální chemik a filosof, nositel Nobelovy ceny (* 25. ledna 1917)
- 29. května – Oleg Makarov, sovětský konstruktér a kosmonaut (* 6. ledna 1933)
- 30. května – Günter Pfitzmann, německý filmový herec (* 8. dubna 1924)
- 09. června – Kató Lomb, maďarská tlumočnice (* 8. února 1909)
- 10. června – Bernard Williams, britský filozof (* 21. září 1929)
- 12. června – Gregory Peck, americký filmový herec (* 5. dubna 1916)
- 16. června – Georg Henrik von Wright, finsko-švédský filozof (* 14. června 1916)
- 21. června
  - Leon Uris, americký spisovatel (* 3. srpna 1924)
  - George Axelrod, americký spisovatel, scenárista, producent, režisér a herec (* 9. června 1922)
  - Hans Boesch, švýcarský spisovatel (* 13. března 1926)
- 22. června – Vasil Bykav, běloruský spisovatel (* 19. června 1924)
- 23. června – Fred Sandback, americký sochař (* 29. srpna 1943)
- 29. června – Katharine Hepburnová, americká herečka (* 12. května 1907)
- 01. července
  - Nǃxau, namibijský herec, Křovák (* 16. prosince 1944)
  - Herbie Mann, americký jazzový flétnista (* 16. dubna 1930)
- 04. července – Barry White, americký producent, skladatel a zpěvák (* 12. září 1944)
- 06. července – Skip Battin, americký zpěvák a baskytarista (* 18. února 1934)
- 08. července – Lewis Coser, americký sociolog (* 27. listopadu 1913)
- 10. července – Winston Graham, britský spisovatel (* 30. června 1908)
- 11. července – Stěpan Vasiljevič Červoněnko, sovětský politik a diplomat (* 16. září 1915)
- 12. července – Benny Carter, americký jazzový saxofonista a trumpetista (* 8. srpna 1907)
- 14. července – Compay Segundo, kubánský skladatel, kytarista a zpěvák (* 18. listopadu 1907)
- 15. července – Roberto Bolaño, chilský spisovatel (* 28. dubna 1953)
- 17. července – Rosalyn Turecková, americká klavíristka a muzikoložka (* 14. prosince 1913)
- 22. července – Serge Silberman, francouzský filmový producent (* 1. května 1917)
- 25. července
  - Erik Brann, americký rockový kytarista a zpěvák (* 11. srpna 1950)
  - John Schlesinger, britský filmový režisér a herec (* 16. února 1926)
- 27. července – Bob Hope, americký herec a moderátor (* 29. května 1903)
- 29. července – Luther Henderson, americký hudební skladatel a klavírista (* 14. března 1919)
- 30. července
  - Sam Phillips, americký hudební producent (* 5. ledna 1923)
  - Foday Sankoh, zakladatel Revolutionary United Front (RUF) (* 17. října 1937)
- 02. srpna – Peter Safar, rakouský anesteziolog (* 12. dubna 1924)
- 03. srpna – Gabo Zelenay, slovenský rozhlasový sportovní komentátor (* 26. listopadu 1922)
- 04. srpna – Frederick Chapman Robbins, americký pediatr a virolog, nositel Nobelovy ceny (* 25. srpna 1916)
- 06. srpna – Grover Mitchell, americký jazzový pozounista (* 17. března 1930)
- 07. srpna – Bianchi Anderloni, italský automobilový designér a podnikatel (* 7. dubna 1916)
- 08. srpna
  - Martha Cowles Chase, americká genetička (* 30. listopadu 1927)
  - Antonis Samarakis, řecký spisovatel (* 16. srpna 1919)
- 11. srpna – Armand Borel, švýcarský matematik (* 21. května 1923)
- 12. srpna – Walter J. Ong, americký literární historik a teoretik (* 30. listopadu 1912)
- 14. srpna – Moše Karmel, izraelský generál a politik (* 17. ledna 1911)
- 16. srpna – Idi Amin, ugandský prezident (* 17. května 1924)
- 26. srpna – Wayne Andre, americký jazzový pozounista (* 17. listopadu 1931)
- 28. srpna – Pavol Gábor, slovenský operní pěvec-tenorista (* 1. prosince 1932)
- 30. srpna
  - Donald Davidson, americký filosof (* 6. března 1917)
  - Charles Bronson, americký filmový herec (* 3. listopadu 1921)
- 05. září – Kir Bulyčov, ruský historik a spisovatel sci-fi (* 18. října 1934)
- 07. září – Warren Zevon, americký rockový zpěvák (* 24. ledna 1947)
- 08. září – Leni Riefenstahlová, německá filmová režisérka, tanečnice, herečka a fotografka (* 22. srpna 1902)
- 09. září – Edward Teller, americký fyzik maďarského původu (* 15. ledna 1908)
- 12. září – Johnny Cash, americký zpěvák, kytarista a skladatel (* 26. února 1932)
- 14. září – Garrett Hardin, americký ekolog (* 21. dubna 1915)
- 17. září – Erich Hallhuber, německý herec (* 14. července 1951)
- 24. září – Derek Prince, britský kazatel (* 14. srpna 1915)
- 25. září – Franco Modigliani, italský ekonom, nositel Nobelovy ceny (* 18. června 1918)
- 26. září – Robert Palmer, anglický zpěvák-písničkář (* 19. ledna 1949)
- 27. září – Olive Cotton, australská fotografka (* 11. července 1911)
- 28. září
  - Althea Gibsonová, americká tenistka (* 25. srpna 1927)
  - Elia Kazan, americký herec, spisovatel a režisér řeckého původu (* 7. září 1909)
- 05. října
  - František Velecký, slovenský herec (* 8. března 1934)
  - Neil Postman, americký mediální teoretik, kulturní kritik (* 8. března 1931)
- 11. října – Tursinchan Abdrachmanovová, kazašská básnířka a literární teoretička (* 21. října 1921)
- 13. října – Bertram Brockhouse, kanadský fyzik, nositel Nobelovy ceny (* 15. července 1918)
- 16. října – László Papp, maďarský boxer (* 25. března 1926)
- 19. října – Alija Izetbegović, první prezident Bosny a Hercegoviny (* 8. srpna 1925)
- 23. října – Sung Mej-ling, čínská politička, manželka generalissima Čankajška (* 5. března 1898)
- 24. října – Veikko Hakulinen, finský běžec na lyžích, trojnásobný olympijský vítěz (* 4. ledna 1925)
- 25. října
  - Jadwiga Dackiewiczová, polská spisovatelka a překladatelka (* 6. března 1920)
  - Milada Blekastad, norská spisovatelka a literární historička českého původu (* 1. července 1917)
- 27. října – Rod Roddy, americký herec (* 28. září 1937)
- 29. října – Hal Clement, americký spisovatel science fiction (* 30. května 1922)
- 01. listopadu – Daiširó Jošimura, japonský fotbalista (* 16. srpna 1947)
- 06. listopadu – Rie Mastenbroeková, nizozemská plavkyně, trojnásobná olympijská vítězka (* 26. února 1919)
- 11. listopadu – Paul Janssen, belgický farmakolog, vynálezce a obchodník (* 12. září 1926)
- 20. listopadu – David Dacko, první prezident Středoafrické republiky (* 24. března 1930)
- 24. listopadu – Hugh Kenner, kanadský literární teoretik (* 7. ledna 1923)
- 03. prosince – Marie Marešová, herečka (* 22. června 1922)
- 09. listopadu – Art Carney, americký herec (* 4. listopadu 1918)
- 12. listopadu
  - Greg Ridley, anglický rockový baskytarista (* 23. října 1947)
  - Jonathan Brandis, americký herec (* 13. dubna 1976)
- 18. listopadu – Michael Kamen, americký hudební skladatel a dirigent (* 15. dubna 1948)
- 1. prosince – Eugenio Monti, italský bobista, šestinásobný olympijský medailista (* 28. ledna 1928)
- 8. prosince – Rubén González, kubánský pianista, člen Buena Vista Social Clubu (* 26. května 1919)
- 11. prosince – Ahmadou Kourouma, frankofonní spisovatel z Pobřeží slonoviny (* 24. listopadu 1927)
- 12. prosince – Hejdar Alijev, prezident Ázerbájdžánské republiky (* 10. května 1923)
- 17. prosince – Karol Zachar, slovenský herec a režisér (* 12. ledna 1918)
- 18. prosince – Branko Horvat, chorvatský ekonom, profesor a politik (* 24. června 1928)
- 23. prosince – Valentin Gavrilov, sovětský atlet, skokan do výšky (* 26. července 1946)
- 26. prosince – Hans G. Conrad, německý fotograf a designér (* 11. června 1926)

## Hlavy států
- Česko – prezident Václav Havel (1993–2003), Václav Klaus (2003–2013)
- Francie – prezident Jacques Chirac (1995–2007)
- Maďarsko – prezident Ferenc Mádl (2000–2005)
- Německo – prezident Johannes Rau (1999–2004)
- Polsko – prezident Aleksander Kwaśniewski (1995–2005)
- Rakousko – prezident Thomas Klestil (1992–2004)
- Rusko – prezident Vladimir Putin (1999–2008)
- Slovensko – prezident Rudolf Schuster (1999–2004)
- Spojené království – královna Alžběta II. (1952–2022)
- Spojené státy americké – prezident George W. Bush (2001–2009)
- Ukrajina – prezident Leonid Kučma (1994–2005)
- Vatikán – papež Jan Pavel II. (1978–2005)